# Карл III (князь Монако)
Карл III (фр. Charles III; 8 декабря 1818, Париж — 10 сентября 1889, Марше) — князь Монако из династии Гримальди с 1856 по 1889. Основатель знаменитого казино в Монте-Карло.

## Биография
Князь Карл III был сыном Флорестана I и Марии Каролины Жибер де Ламец.
Он женился 28 сентября 1846 года на Антуанетте Гислене де Мерод-Вестерло. Его преемником стал Альберт I.
При поддержке матери Карл активно приступил к реформе экономики княжества. Из-за потери большей части своей территории и лишённое ресурсов, княжество находилось в крайне тяжёлом финансовом и экономическом положении. Ещё в 50-е годы было решено устроить в Монако казино и с его помощью привлечь деньги в княжество, но из-за плохой инфраструктуры и отсутствия нормального транспортного сообщения эти попытки были неудачны. Карл III и его мать Каролина создают игорный дом «Общество Морских Ванн и Кружок Иностранцев» для управления казино и многими отелями в селении Спелюж, которому дают статус города и новое название теперь известное всему миру как Монте-Карло. 2 февраля 1861 года с Наполеоном III было заключено соглашение, по которому Монако официально уступало Франции Ментону и Рокебрюн, а Франция признавала суверенитет Монако и выплачивала княжеству компенсацию в размере 4 миллионов франков. В 1865 году между странами был заключён таможенный союз и официально установлена граница. Также была достигнута договорённость о строительстве через территорию Монако железнодорожной ветки Ницца — Генуя. В 1863 году во главе торгового дома становится директор Гамбургского игорного дома Франсуа Блан, получивший привилегию руководить этой монополией в течение 50 лет в обмен на 1,7 млн франков концессии на создание игорного дома была за продана банкиру , Срок его лицензии составлял 50 лет. Блан сумел организовать казино Монте-Карло (открыто в 1865) и развернуть операции, объём которых вскоре превысил самые оптимистические ожидания.
При Карле III было благоустроено побережье, открыты железнодорожные вокзалы в Монако и Монте-Карло, отделения почты и телеграфа. Он возобновил чеканку золотых монет (не чеканившихся с 1665 года) и начал печатать первые марки Монако. Также Карл обеспечил религиозную независимость княжества, добившись создания собственной епархии. При Карле III Монако усилило внешнеполитическую активность, заключив договор с беем Туниса.
Учредил орден Святого Карла — высшую государственную награду Монако.